# Drag-On
Drag-On, pseudonimo di Mel Jason Smalls (New York, 4 gennaio 1980), è un rapper statunitense.

## Discografia
Album
- 2000 - Opposite of H2O
- 2004 - Hell and Back
- 2007 - Hood Environment

Singoli
- 1999 - Down Bottom (con Swizz Beatz & Juvenile)
- 1999 - Spit These Bars (feat. Swizz Beatz)
- 2003 - Bang Bang Boom (feat. Swizz Beatz)
- 2003 - Put Your Drinks Down (feat. DMX, Eve, Jadakiss, Birdman & TQ)

## Filmografia
- Ferite mortali (Exit Wounds), regia di Andrzej Bartkowiak (2001)
- Amici x la morte (Cradle 2 the Grave), regia di Andrzej Bartkowiak (2003)